# Ѐ (слово ћирилице)
Е са краткоулазним акцентом (Ѐ ѐ) је комбинација ћириличког слова Е и краткоулазног акцента. Иако се ова комбинација не сматра засебним словом у алфабету било ког језика, он има свој индивидуални положај у одређеним рачунарским кодирањима, као што је Unicode (Уникод).

## Употреба
Е са краткоулазним акцентом представља стресирану варијанту ћириличког слова Е.
Углавном се користи на македонском језику како би се спречиле двосмислености у одређеним случајевима:
''И не воведи нѐ во искушение, но избави нѐ од лукавиот'' = ''И не уведи нас у искушење, већ нас избави од злога'' или "Сè што ќе напишете може да се употреби против вас!" = „Све што напишете може да се употреби против вас!“, итд...
Такође се може наћи у наглашеним бугарским, српским или црквенословенским текстовима, као и у старијим (руским књигама из 19. века или раније).
Однедавно су руски наглашени самогласници обично обележени акутним акцентом уместо краткоузлазним акцентом, а улога краткоузлазног акцента ограничена је на секундарну ознаку стреса у одређеним речницима (акутни акценат показује главни нагласак): псèвдосфе́ра (псеудосфера).

## Рачунарски кодови
| Знак                      | Ѐ                                                  | Ѐ                                                  | ѐ                                                | ѐ                                                |
| ------------------------- | -------------------------------------------------- | -------------------------------------------------- | ------------------------------------------------ | ------------------------------------------------ |
| Назив у Уникоду           | ВЕЛИКО ЋИРИЛИЧКО СЛОВО Е СА КРАТКОУЛАЗНИМ АКЦЕНТОМ | ВЕЛИКО ЋИРИЛИЧКО СЛОВО Е СА КРАТКОУЛАЗНИМ АКЦЕНТОМ | МАЛО ЋИРИЛИЧКО СЛОВО Е СА КРАТКОУЛАЗНИМ АКЦЕНТОМ | МАЛО ЋИРИЛИЧКО СЛОВО Е СА КРАТКОУЛАЗНИМ АКЦЕНТОМ |
| Врста кодирања            | децимална                                          | хексадецимална                                     | децимална                                        | хексадецимална                                   |
| Уникод                    | 1024                                               | U+0400                                             | 1104                                             | U+0450                                           |
| UTF-8                     | 208 128                                            | D0 80                                              | 209 144                                          | D1 90                                            |
| Нумеричка референца знака | &#1024;                                            | &#x400;                                            | &#1104;                                          | &#x450;                                          |